# Змова Ексетера
Змова Ексетера — передбачувана змова за участю ряду англійських вельмож, розкрита в 1538. Його метою було повалення Генріха VIII і зведення на престол Генрі Куртене, маркіза Ексетера. За звинуваченням у причетності до змови було засуджено і страчено, крім самого Куртене, Генрі Поул, 1-й барон Монтегю, сер Едуард Невілл, сер Ніколас Керью, Маргарет Поул, графиня Солсбері. Реджинальд Поул був засуджений заочно, Джеффрі Поул і Томас Уест, 9 барон де Ла Варр отримали помилування. Існує думка, що справа про змову була роздута або навіть повністю сфальшована наближеними короля - Томасом Кромвелем і Річардом Річем.